# 라 코카 노스트라
라 코카 노스트라(La Coka Nostra)는 미국의 힙합 밴드이다.